# Trichogramma rossicum
Trichogramma rossicum är en stekelart som beskrevs av Sorokina 1984. Trichogramma rossicum ingår i släktet Trichogramma och familjen hårstrimsteklar. Inga underarter finns listade i Catalogue of Life.